# Tregoubovia
Tregoubovia is een geslacht van neteldieren uit de familie van de Ptilocodiidae.

## Soort
- Tregoubovia atentaculata Picard, 1958